# HD29891
HD29891 є хімічно пекулярною зорею спектрального класу
A5 й має видиму зоряну величину в смузі V приблизно  9,5.